# Sopes de Turquia

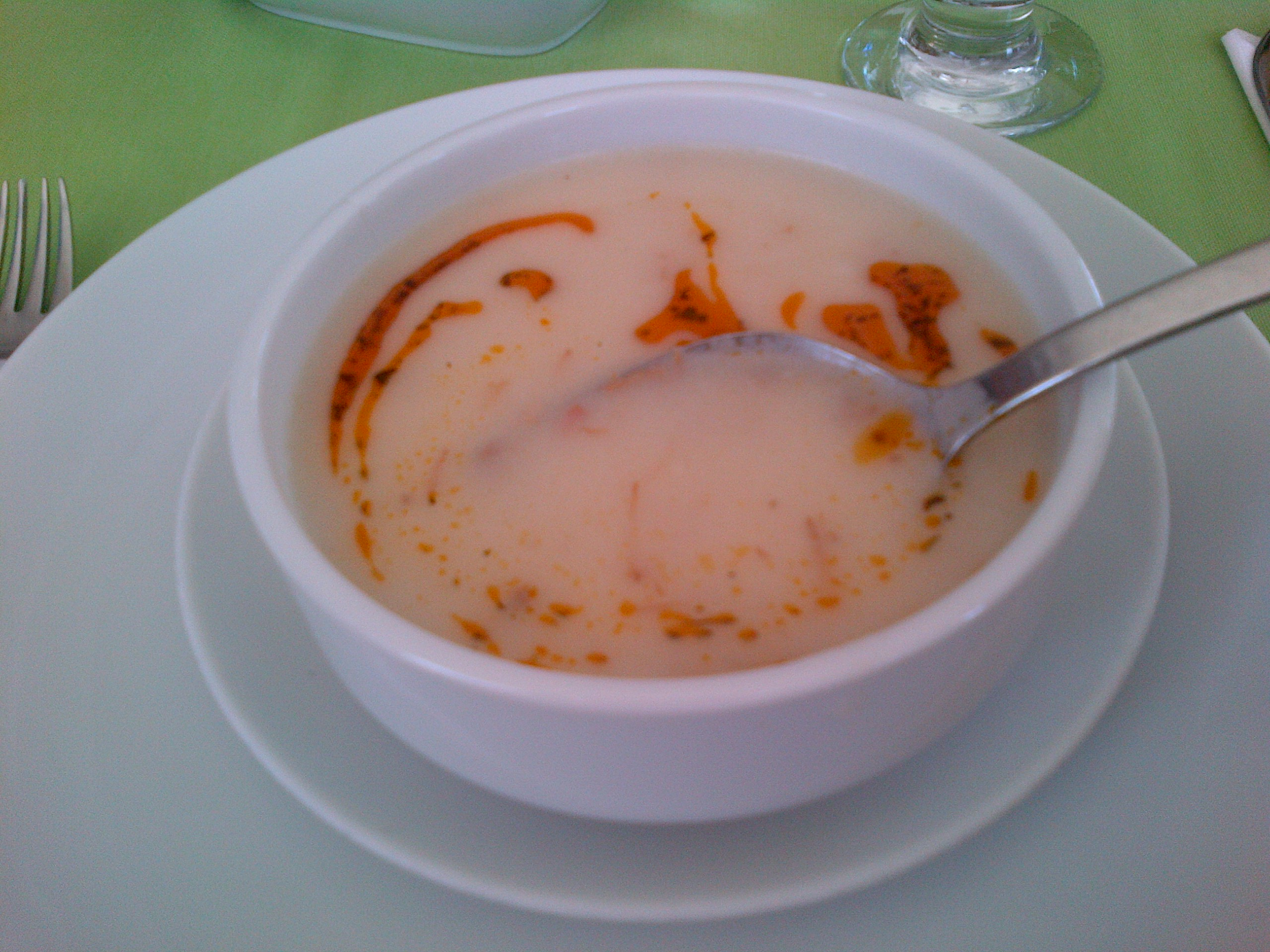
Düğün çorbası o sopa de casament

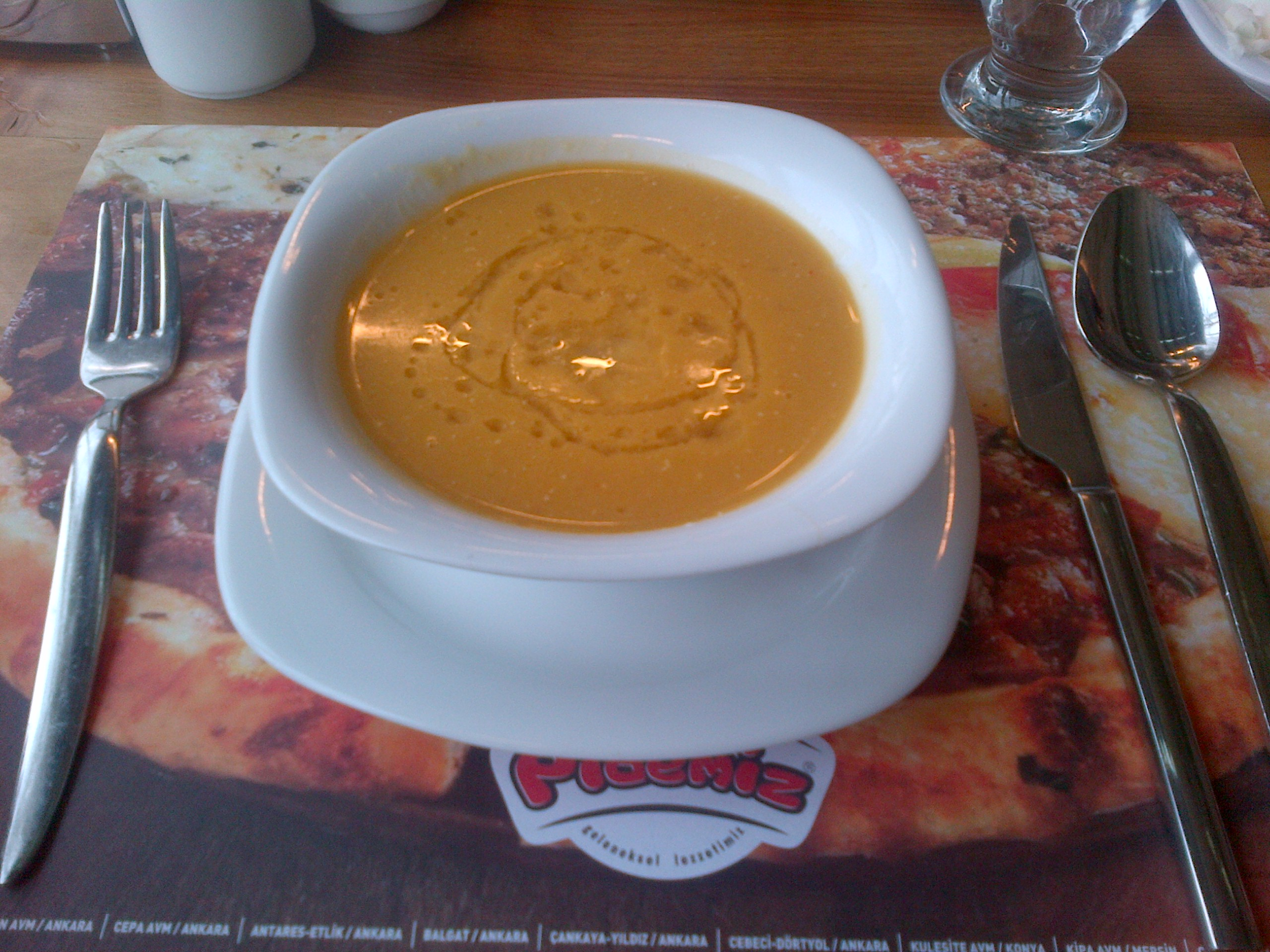
Crema de llenties vermelles, o mercimek çorbası, amb gotes de suc de llimona a sobre, com se sol menjar.

Sopes de Turquia es tracta de les sopes a la cuina turca. Sopa és çorba en turc. L'origen de la paraula és persa. En temps otomà la paraula fou adaptada als països balcànics com a ciorbă.
En la cuina turca hi ha moltes varietats de sopes tant calentes com fredes:
- Arabaşı
- Ayran çorbası
- Kuru bamya çorbası (sopa d'ocres seques)
- Sopa de llengua
- Düğün çorbası
- Ezogelin çorba
- Mercimek çorba
- İşkembe çorba
- Pirinç çorbası (sopa d'arròs)
- Arpa şehriye çorbası (sopa de fideus şehriye)
- Tel şehriye çorbası (sopa de fideus şehriye)
- Tavuklu pirinç çorbası (sopa d'arròs amb pollastre)
- Tavuklu şehriye çorbası (sopa de fideus şehriye amb pollastre)
- Yarma çorbası
- Yayla çorba
- Yuvalama (o Analı kızlı) çorba
- Yüksük çorbası

Segons una font, les sopes més comunes a Turquia són ezogelin i sopa de tomàquets però també es troba sopa de peix o de verdures
.

## Imatges

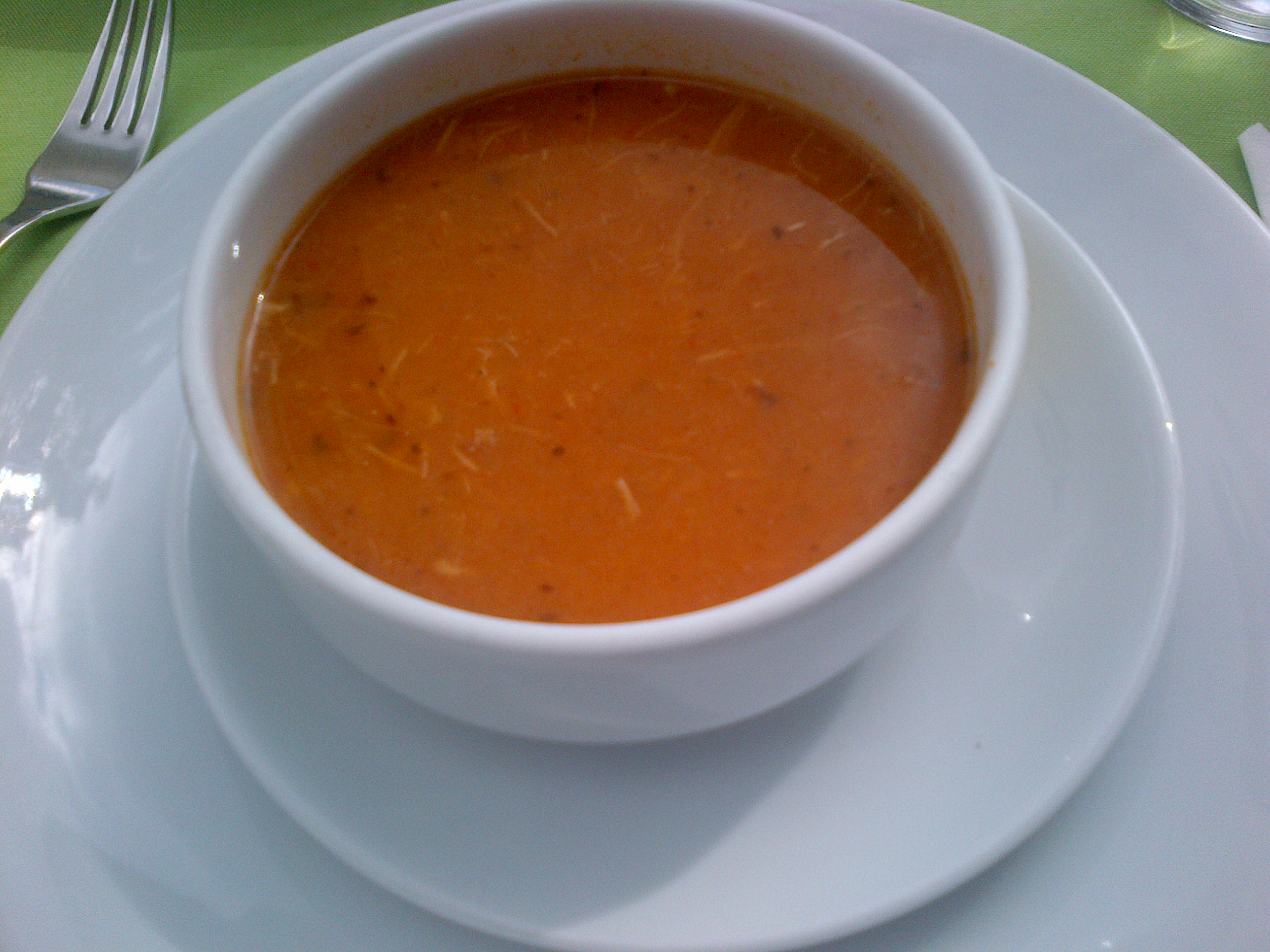
Arabaşı çorbası
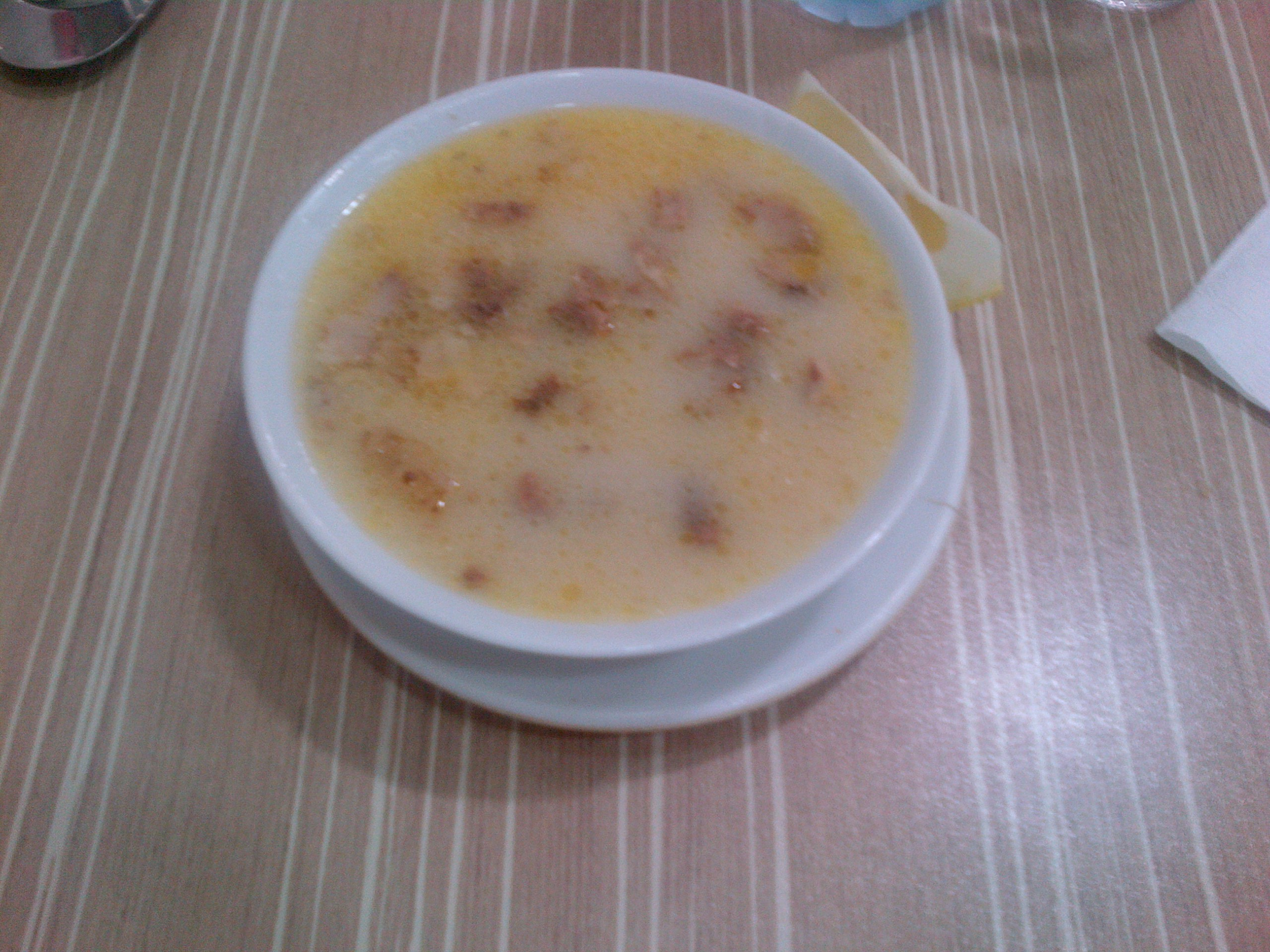
Dil çorbası
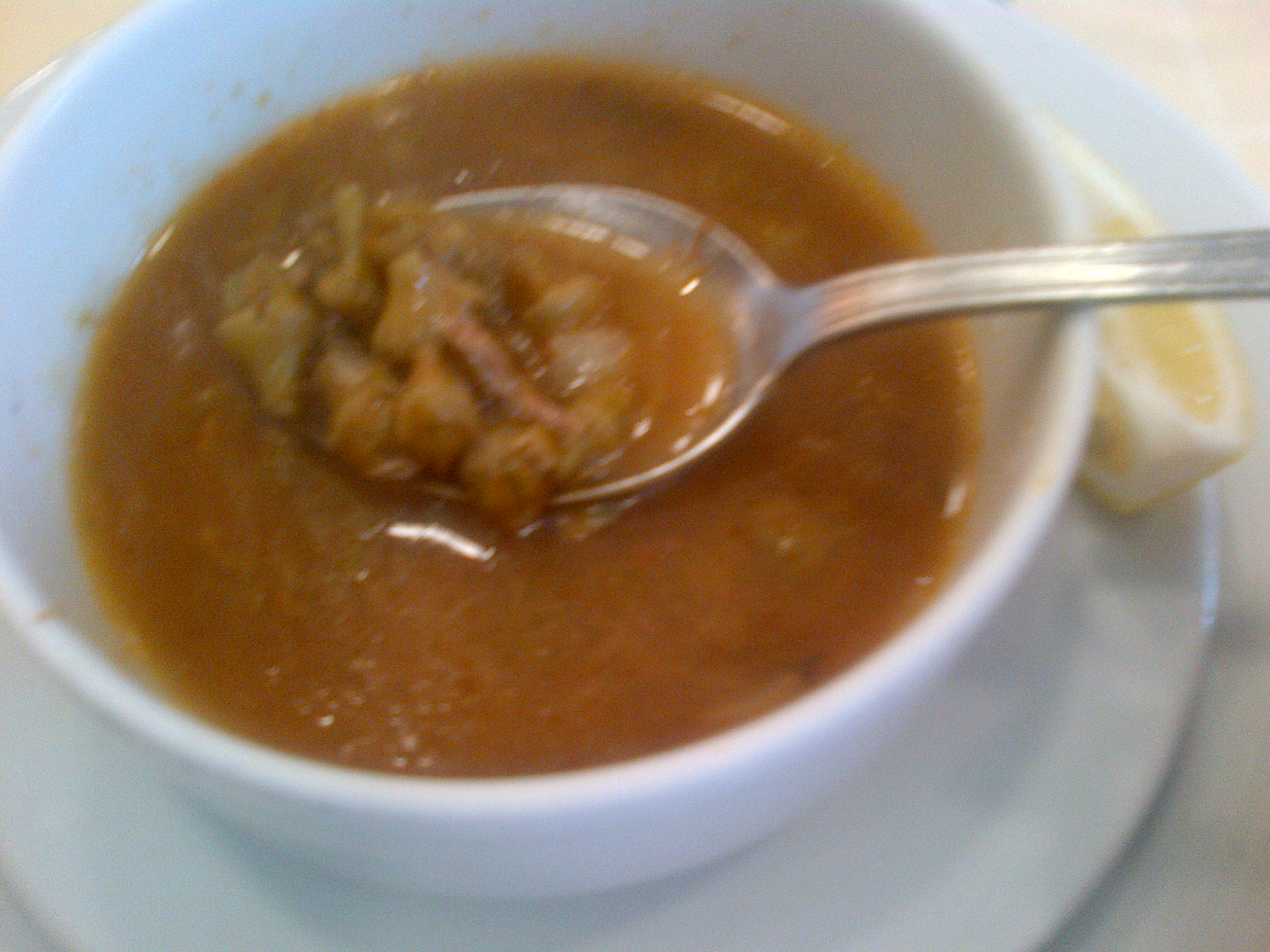
Sopa de ocres seques
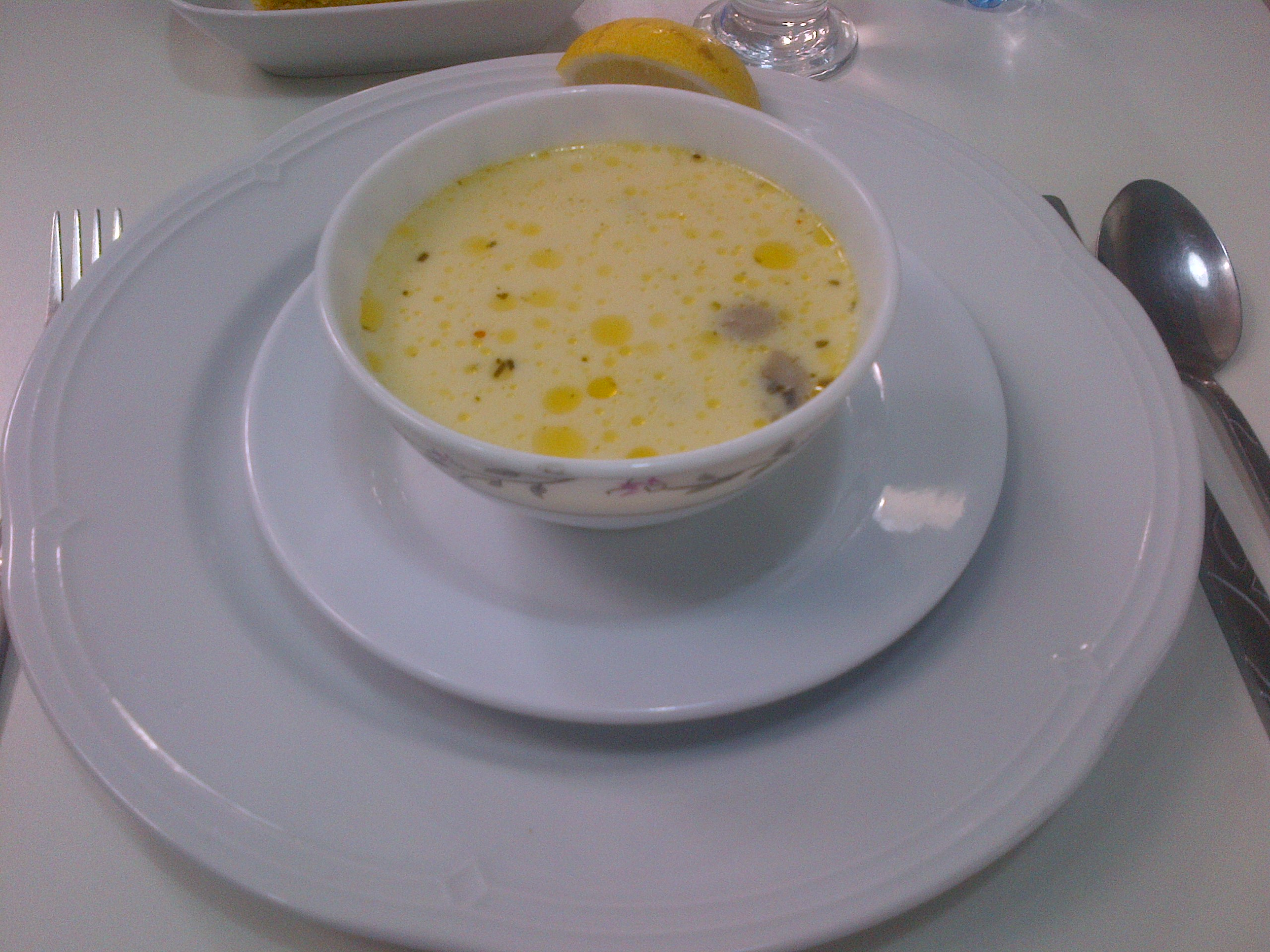
Balık çorbası
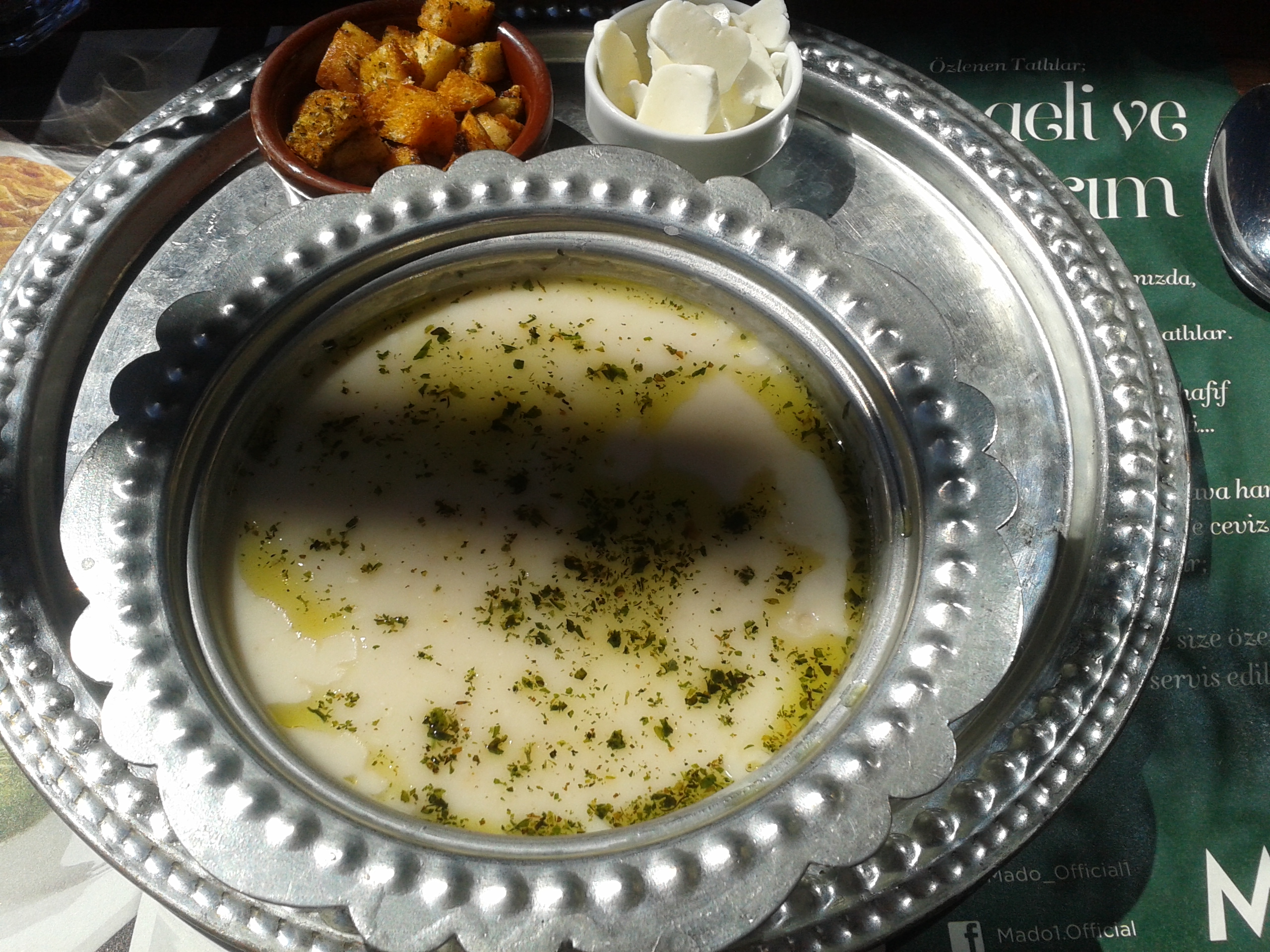
Tarhana çorbası
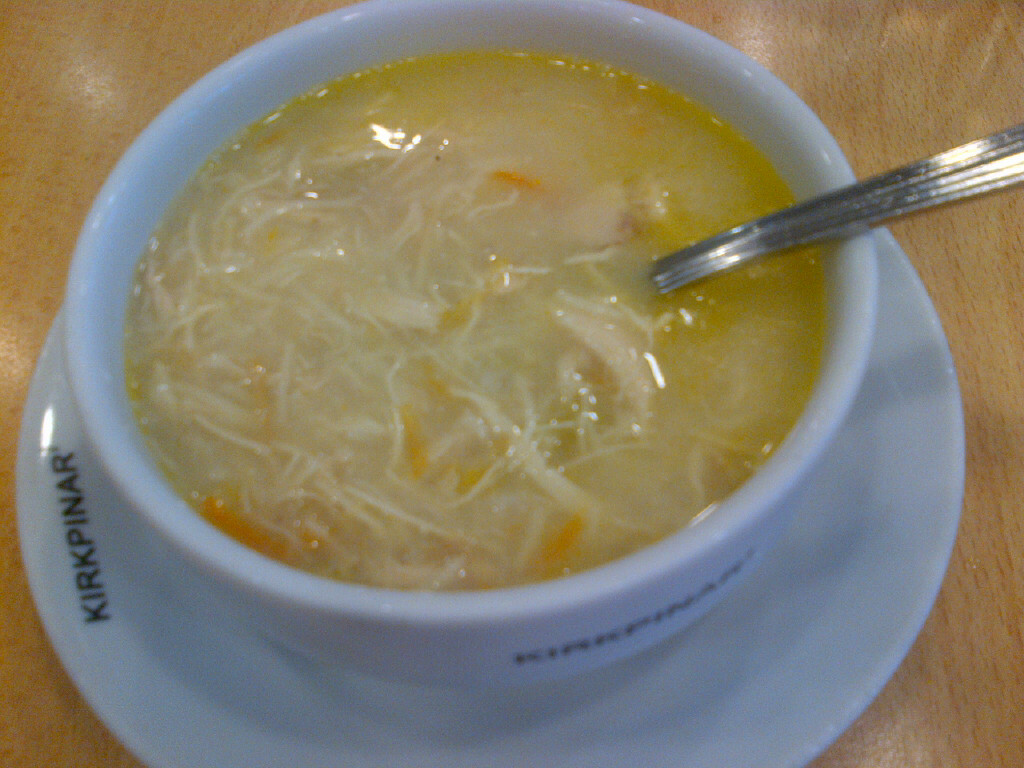
Tavuklu (tel) şehriye çorbası
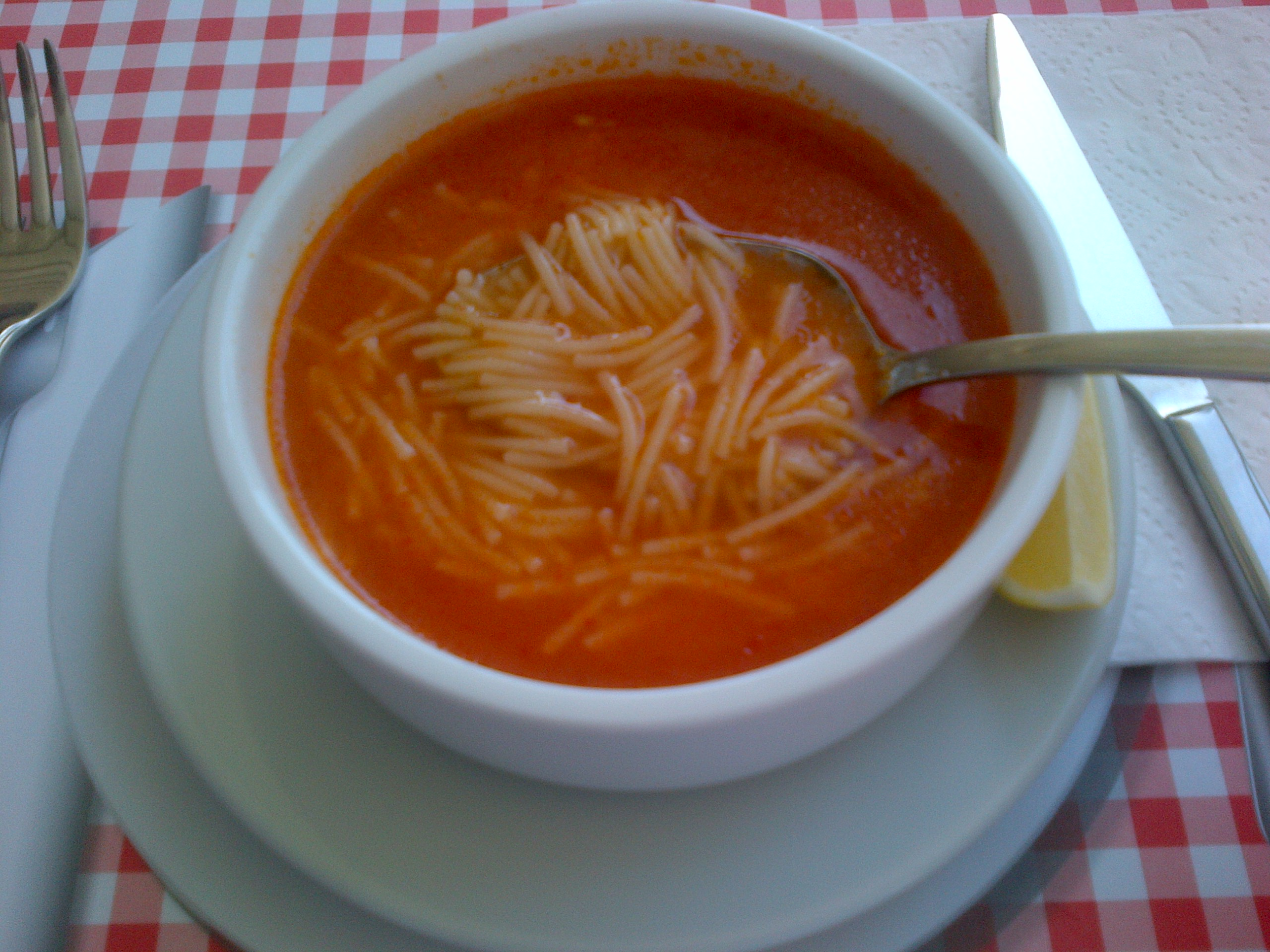
Tel şehriye çorbası